# Lorenzo Guerini
Lorenzo Guerini (Lodi, 21 novembre 1966) è un politico italiano, dal 15 marzo 2013 deputato alla Camera per il Partito Democratico, ricoprendo l'incarico di presidente del COPASIR.
Esponente di estrazione democristiana, è stato presidente della Provincia di Lodi dal 1995 al 2004 e sindaco di Lodi dal 2005 al 2012, in entrambi i casi alla guida di ampie coalizioni di centro-sinistra.
Ha ricoperto gli incarichi di portavoce, vicesegretario e coordinatore del PD. Dal 5 settembre 2019 al 22 ottobre 2022 è stato ministro della difesa nei governi Conte II e Draghi.

## Biografia
Figlio di un sostenitore del Partito Comunista Italiano, negli anni '70 frequenta l'Istituto Agostino Bassi di Lodi, laureandosi successivamente in scienze politiche all'Università Cattolica del Sacro Cuore di Milano; è sposato con 3 figli, svolge la professione di consulente assicurativo.

### Gli inizi in politica
Guerini intraprese la carriera politica agli inizi degli anni '90 nelle file della Democrazia Cristiana (DC): eletto per due volte consigliere comunale di Lodi, svolse anche le funzioni di assessore ai servizi sociali. Nel 1994, con lo scioglimento della DC, aderisce alla rinascita del Partito Popolare Italiano (PPI) di Mino Martinazzoli, venendo prescelto quale coordinatore locale del costituendo PPI.

### Presidente della Provincia di Lodi
Alle elezioni amministrative del 1995 si candida alla presidenza della neonata Provincia di Lodi, in rappresentanza da una coalizione di centro-sinistra formata da Partito Democratico della Sinistra, Popolari, Patto dei Democratici e Federazione dei Verdi, raccogliendo il 28,92% dei voti al primo turno e accedendo al ballottaggio con il candidato di centro-destra Elio Caccialanza, dove nel maggio 1995 venne eletto come primo presidente della Provincia di Lodi, diventando all'età di 28 anni il più giovane presidente di provincia in Italia. Nel giugno del 1999 fu confermato dagli elettori per un secondo mandato, nel corso del quale – a seguito dello scioglimento del Partito Popolare Italiano – aderì alla Margherita, di cui è stato dirigente nazionale.

### Sindaco di Lodi
Nell'aprile del 2005 fu eletto sindaco di Lodi per il centro-sinistra, ottenendo al primo turno il 54,1% dei voti validi; è stato inoltre presidente della sezione lombarda dell'Associazione Nazionale Comuni Italiani fra il 2005 e il 2010. Insieme alla maggioranza degli esponenti della Margherita, nel 2007 entrò a far parte del Partito Democratico. Nel marzo del 2010 fu nuovamente eletto alla guida dell'amministrazione comunale dopo il primo turno di votazione, con il 53,7% dei suffragi; durante la sua esperienza da sindaco godette di un consenso popolare ampio e diffuso. Guerini rassegnò le dimissioni dall'incarico il 31 dicembre 2012, a metà del secondo mandato, al fine di presentare la propria candidatura alle imminenti elezioni politiche del febbraio 2013, nel rispetto delle condizioni di eleggibilità.

### Elezione a deputato
Dopo aver vinto le apposite primarie organizzate dal Partito Democratico su base provinciale, fu inserito nella lista dei candidati per la circoscrizione Lombardia 3 della Camera dei deputati, risultando infine eletto all'assemblea di Palazzo Montecitorio. Il 9 dicembre 2013 fu nominato membro della segreteria nazionale del partito, con il ruolo di portavoce; nel febbraio del 2014 affiancò il presidente del Consiglio incaricato Matteo Renzi e il ministro uscente Graziano Delrio nello svolgimento delle consultazioni istituzionali per la formazione del nuovo governo. Il 14 giugno 2014 l'assemblea nazionale del PD approvò la sua designazione a vicesegretario in coppia con Debora Serracchiani; entrambi cessarono dal mandato il 7 maggio 2017, sostituiti dal ministro Maurizio Martina. L'ex sindaco di Lodi mantenne tuttavia un incarico in seno alla dirigenza del partito, diventando coordinatore della segreteria nazionale.

### Presidente del COPASIR
Malgrado il considerevole calo di consensi subìto dal suo schieramento politico, alle seguenti elezioni fu riconfermato come deputato nella circoscrizione Lombardia 4; fra il 2018 e il 2019, durante il mandato del governo Conte I, Guerini fu presidente del Comitato parlamentare per la sicurezza della Repubblica (COPASIR), un ruolo di garanzia che per legge spetta all'opposizione.
Alle primarie del PD del 2019 sostiene la mozione del segretario uscente Maurizio Martina, ex ministro delle politiche agricole nei governi Renzi e Gentiloni e rappresentante l'area "filo-renziana" del partito, che risulterà perdente arrivando secondo con il 22% dei voti dietro a Nicola Zingaretti (66%). Successivamente aderisce alla corrente del PD "Base Riformista", di stampo riformista e centrista, di cui assume la guida assieme a Luca Lotti.

### Ministro della difesa

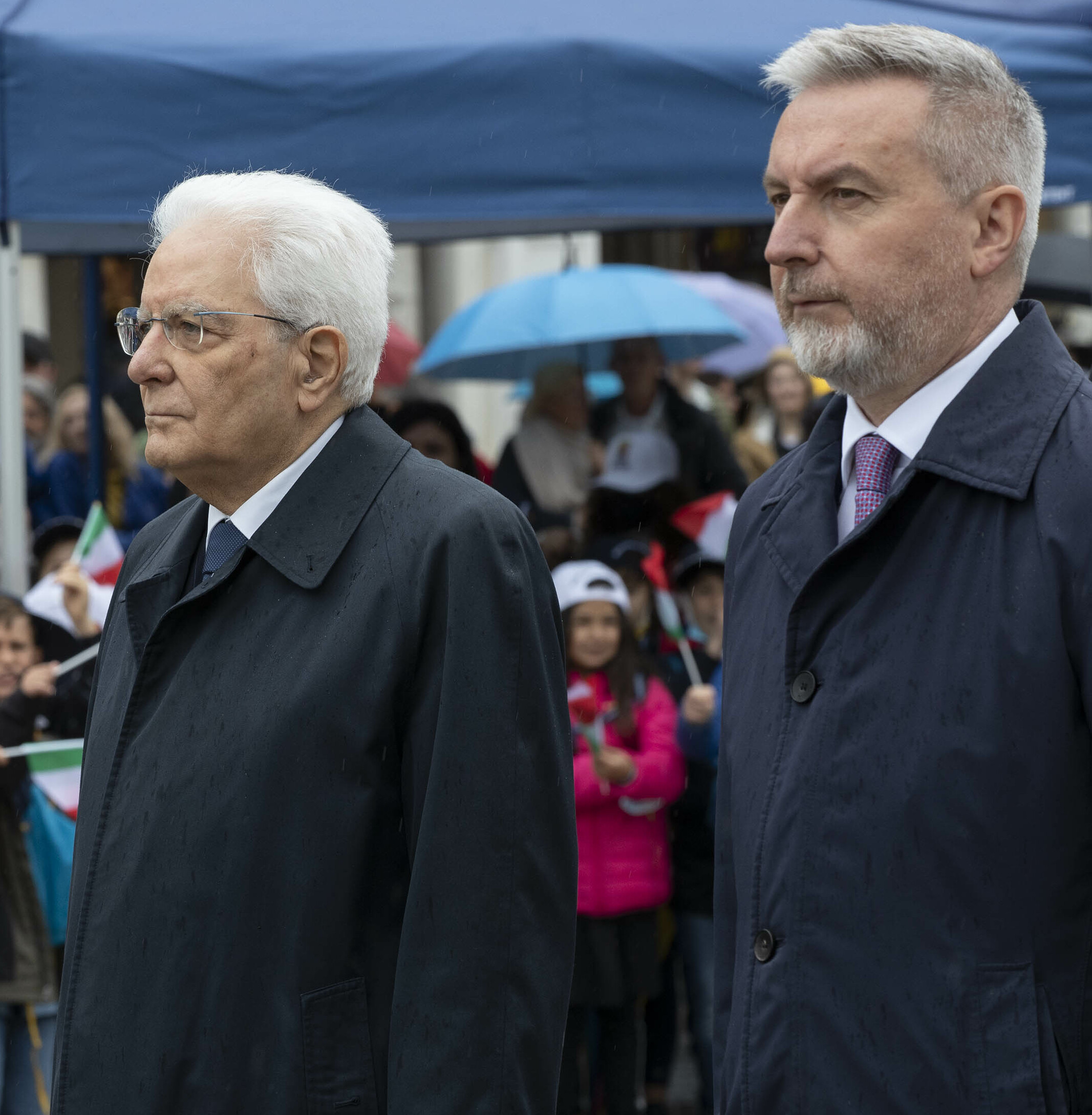
Lorenzo Guerini con il Presidente della Repubblica Sergio Mattarella al 60° anniversario della scuola navale militare "Francesco Morosini"

Con la formazione del governo di Giuseppe Conte sostenuto da PD, Movimento 5 Stelle e Liberi e Uguali, il 4 settembre 2019 viene indicato quale ministro della difesa. Il giorno successivo giura nelle mani del Presidente della Repubblica Sergio Mattarella al Quirinale come ministro nel governo Conte II, succedendo ad Elisabetta Trenta. Nel febbraio 2021 – con la nascita del governo Draghi, un esecutivo di unità nazionale – Guerini viene confermato alla guida del medesimo dicastero.
In vista dei referendum abrogativi sulla giustizia del 2022, promossi dalla Lega di Salvini e il Partito Radicale, si schiera a favore di tutti e cinque i quesiti, facendo parte della fronda nel PD a favore dei referendum assieme a Base riformista e la corrente "Giovani turchi" di Matteo Orfini.

### Ritorno alla presidenza del COPASIR
Alle elezioni politiche anticipate del 2022 venne candidato alla Camera, come capolista del Partito Democratico - Italia Democratica e Progressista nel collegio plurinominale Lombardia 4 - 01, risultando eletto per la terza volta. Terminato il mandato da ministro, nella XIX legislatura è di nuovo presidente del COPASIR, rieletto il 6 dicembre 2022 grazie all'accordo interno dei partiti d'opposizione, nonché membro della 3ª Commissione Affari esteri e comunitari prima e della 14ª Commissione Politiche dell'Unione europea poi.
Alle primarie del PD del 2023 sostiene la mozione di Stefano Bonaccini, presidente della Regione Emilia-Romagna, ma che viene sconfitto dalla deputata del PD Elly Schlein.
Al referendum abrogativo del 2025 si schiera contro i primi tre quesiti e a favore degli ultimi due, in dissidenza con la linea ufficiale del PD schierato a favore di tutti e 5 i quesiti.